# Mine (pel·lícula)
Mine és una pel·lícula dramàtica turca de 1983 dirigida per Atıf Yılmaz. Va ser inscrit al 14è Festival Internacional de Cinema de Moscou.

## Sinopsi
Mine és una dona casada amb Cemil, un cap d'estació groller i antipàtic, raó per la qual no es feliç en el seu matrimoni. Alhora el fet que sigui atractiva, per una banda, fa que els homes del poble se sentin atrets per ella i que les dones es posin gelosa, cosa que la fa objecte de comentaris i xafarderies. La seva única amiga és Perihan, professora de literatura a l'institut. Un dia arriba a la ciutat İlhan, escriptor i germà gran de Perihan. Ambdós se senten atrets, cosa que els comportarà molts problemes.

## Repartiment
- Türkan Şoray com Mine
- Cihan Ünal com Ilhan
- Hümeyra com Perihan
- Kerim Afsar com Doctor
- Celile Toyon Uysal